# High Life (film, 2018)
Pour les articles homonymes, voir High Life.
Pour plus de détails, voir Fiche technique et Distribution.
High Life est un film de science-fiction germano-franco-britanno-polono-américain coécrit et réalisé par Claire Denis, sorti en 2018.

## Synopsis
Condamnés par la justice, un groupe de criminels expérimentés acceptent de participer à une mission spatiale gouvernementale, d'emblée vouée à l'échec, dont l'objectif est de trouver des sources d'énergie alternatives et de prendre part à des expériences de reproduction.

## Fiche technique
Sauf indication contraire, les informations mentionnées dans cette section peuvent être confirmées par la base de données cinématographiques IMDb,  présente dans la section « Liens externes ».
- Titre original et français : High Life
- Réalisation : Claire Denis
- Scénario : Claire Denis, Jean-Pol Fargeau et Geoff Cox
- Direction artistique : François-Renaud Labarthe ; Jagna Dobesz et Mela Melak (Pologne)
- Décors : Bertram Strauß
- Costumes : Judy Shrewsbury
- Photographie : Yorick Le Saux
- Montage : Guy Lecorne
- Musique : Stuart A. Staples
- Consultation astrophysique : Aurélien Barrau
- Consultation scientifique : Laura André-Boyet, Jean-François Clervoy[1]
- Production : Laurence Clerc, Olivier Thery Lapiney, Christoph Friedel, Claudia Steffen, Oliver Dungey, Klaudia Śmieja et Andrew Lauren
- Sociétés de production : Alcatraz Films, Pandora Film Produktion, The Apocalypse Films Company, Madants, Andrew Lauren Productions (ALP), Arte, ZDF, Canal+, Ciné+, British Film Institute, Polish Film Institute, Centre national du cinéma et de l'image animée, Deutscher Filmförderfonds, Filmförderungsanstalt, Medienboard Berlin-Brandenburg et Film und Medienstiftung NRW
- Sociétés de distribution : Thunderbird Releasing (Royaume-Uni) ; Imagine Film Distribution (Belgique), Wild Bunch Distribution (France)
- Pays de production :  France /  Allemagne /  Royaume-Uni /  Pologne /  États-Unis
- Langue originale : anglais
- Format : couleur 1,66:1
- Genre : drame, thriller psychologique, science-fiction
- Durée : 110 minutes
- Dates de sortie :
  - Canada : 9 septembre 2018 (Festival international du film de Toronto)
  - France : 7 novembre 2018
- Certification :
  - France : interdit aux moins de 12 ans avec avertissement lors de sa sortie en salles ; déconseillé aux moins de 16 ans à la télévision[réf. nécessaire]

## Distribution
Sauf indication contraire, les informations mentionnées dans cette section peuvent être confirmées par la base de données cinématographiques IMDb,  présente dans la section « Liens externes ».
- Robert Pattinson (VF : Thomas Roditi) : Monte
- Juliette Binoche (VF : elle-même) : Dibs
- André Benjamin (VF : Jean-Baptiste Anoumon) : Tcherny
- Mia Goth (VF : Sarah Brannens) : Boyse
- Lars Eidinger : Chandra
- Agata Buzek (VF : Audrey Sourdive) : Nansen
- Claire Tran : Mink
- Ewan Mitchell (VF : Martin Faliu) : Ettore
- Gloria Obianyo : Elektra
- Jessie Ross (VF : Emmylou Homs) : Willow
- Scarlett Lindsey : Willow, bébé

## Production

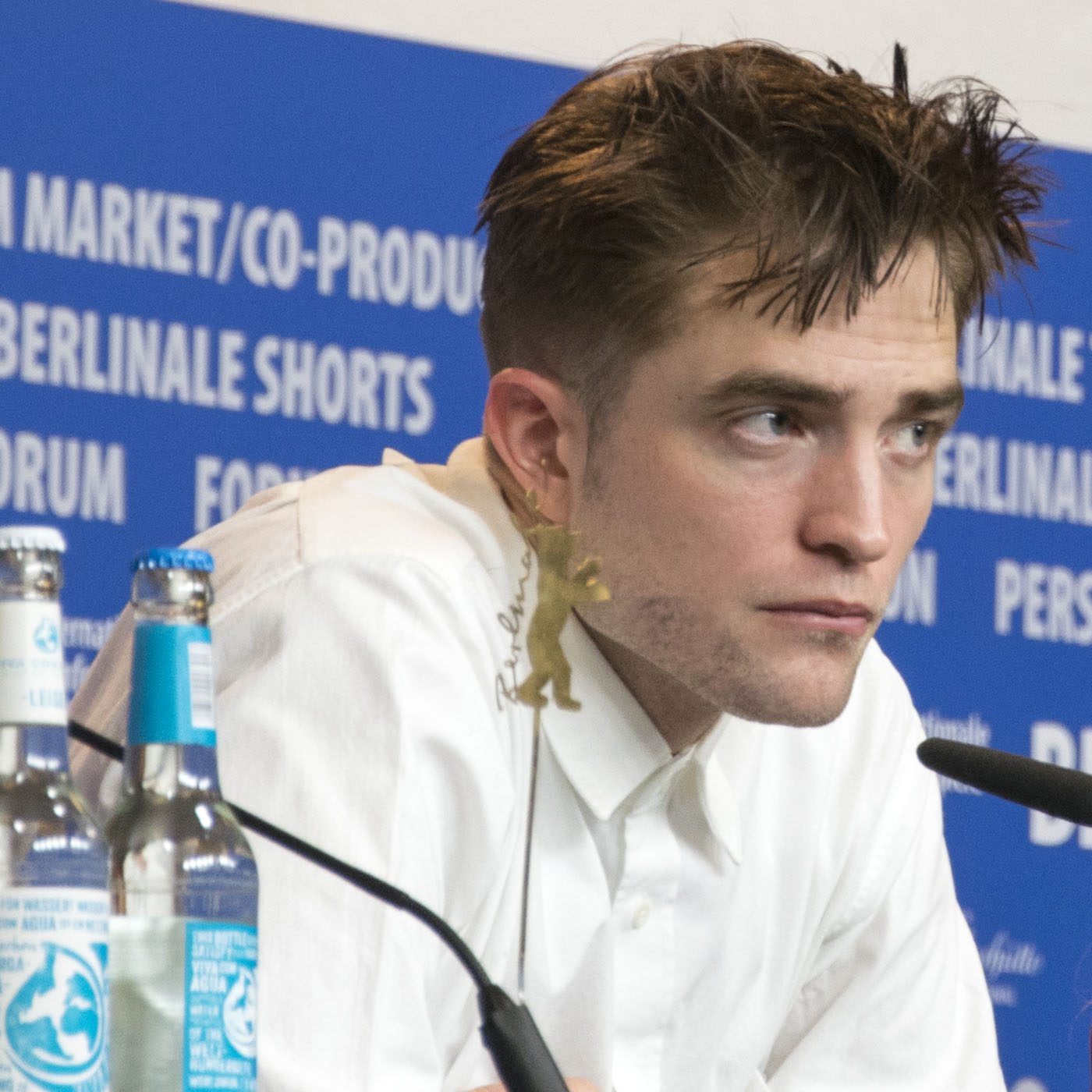
L'acteur principal Robert Pattinson, l'année de sortie du film.

### Attribution des rôles
Ce devait être Philip Seymour Hoffman qui devait incarner le rôle principal, mais il meurt d'une overdose peu de temps avant la pré-production du film. En 2015, après avoir pensé à engager Daniel Craig, c'est l'acteur Robert Pattinson qui est engagé par Claire Denis pour tenir le rôle principal. Les actrices Patricia Arquette et Mia Goth sont également pressenties pour rejoindre l'équipe d'acteurs. Le projet est mis de côté lorsque Claire Denis décide de réaliser d'abord Un beau soleil intérieur avec Juliette Binoche, écrit par la romancière française Christine Angot.
En 2017, Patricia Arquette, empêchée pour des raisons personnelles, est remplacée par Juliette Binoche, qui collabore pour la seconde fois avec la cinéaste. Elle est aussitôt rejointe par André Benjamin, le musicien du groupe OutKast.

### Tournage
Le tournage commence en septembre 2017, deux ans après l'annonce du projet, à Cologne en Allemagne.

## Accueil

### Festivals et sorties
High Life est sélectionné dans la catégorie « Gala Presentations » et présenté le 9 septembre 2018 au Festival international du film de Toronto au Canada, puis dans la catégorie « Sección Oficial » au Festival international du film de Saint-Sébastien 2018 dans le même mois. Le film est présenté au Festival international du film de Flandre-Gand en octobre 2018, Stuart A. Staples y remporte le Prix Georges Delerue de la meilleure musique.
High Life sort en France, le 7 novembre 2018.

### Accueil critique
Le film est très bien reçu par la presse, avec un score de  85% sur Rotten Tomatoes. Les magazines Le Monde et Libération qualifient même High Life de chef-d'œuvre,, tandis que Les Cahiers du cinéma parlent d'un film « à rendre jaloux Cronenberg ». C'est une « expérience sensorielle et ahurissante » pour Le Journal du dimanche et un film « ahurissant » pour Les Inrocks. Le journal The Guardian a qualifié le film comme « un éclat orgasmique dans les profondeur de l'espace ».
Côté négatif, Le Figaro écrit : « Un an après Un beau soleil intérieur, Claire Denis revient avec ce qui ressemble à une grosse farce : High Life, un premier essai de science-fiction raté. La réalisatrice, qui s'est prise pour Kubrick et Tarkovski, accouche d'un nanar où l'énormité du propos le dispute au grotesque ».

## Distinctions

### Sélections
- Festival international du film de Saint-Sébastien 2018 : sélection « Sección Oficial » — Coquille d'or
- Festival international du film de Toronto 2018 : sélection « Gala Presentations »
- Festival du film de New York 2018 :  sélection « Main Slate »
- Festival international du film de La Roche-sur-Yon 2018 : sélection « Séance Spéciale »